# Kuldscha
Kuldscha is een geslacht van vlinders uit de familie van de Spanners (Geometridae). Dit geslacht is voor het eerst wetenschappelijk beschreven door Sergej Nikolajevitsj Alferaki in een publicatie uit 1883.
De typesoort van het geslacht is Kuldscha staudingeri Alphéraky, 1883

## Soorten
- K. albescens Warnecke, 1934
- K. bioerraria Püngeler, 1925
- K. lakearia Oberthür, 1883
- K. lobbichleri Fletcher, 1961
- K. loxobathra Prout, 1937
- K. oberthuri Alphéraky, 1892
- K. productaria Leech, 1897
- K. staudingeri Alphéraky, 1883
- Kuldsha vicinalis Xue & Meng, 1995